# Belgravia

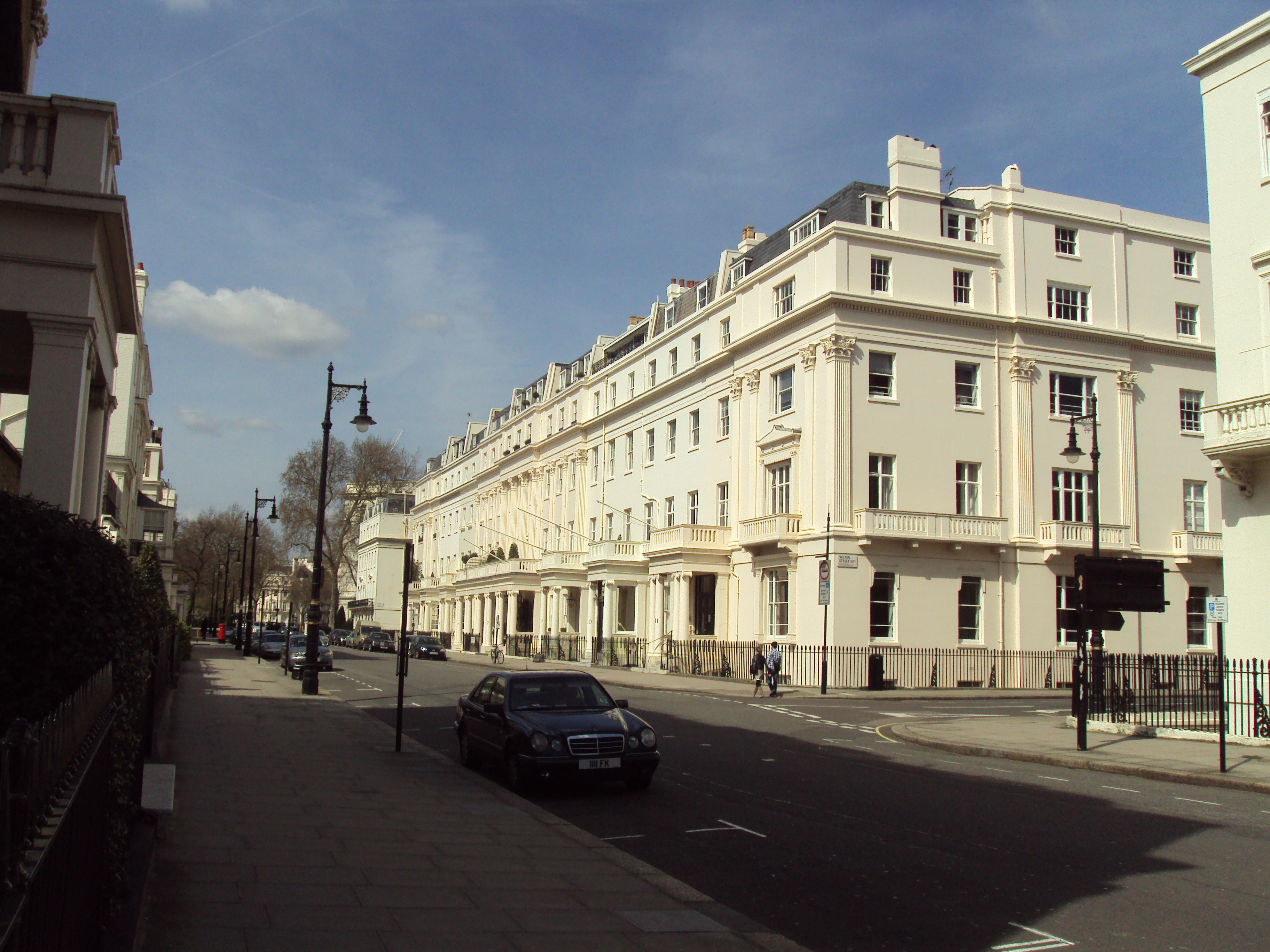
Upper Belgrave Street

Belgravia és un barri del districte de Ciutat de Westminster de Londres, Anglaterra (Regne Unit). Conegut per les cares propietats residencials, és un dels barris més benestants del món. Es troba al sud-oest del Palau de Buckingham.